# More (álbum de Tamia)
More es el tercer álbum de estudio grabado por la cantante canadiense de r&b Tamia. Lanzado el 6 de abril de 2004 a través del sello Elektra Records. Creado durante un periodo de tres años, en el que la cantante dio a luz a su primera hija, el título del álbum iba a ser originalmente Still y estaba previsto para ser lanzado en agosto de 2003 pero fue cambiado de fecha después de que a la cantante le diagnosticaran esclerosis múltiple y la obligaran a someterse a un tratamiento. Con la enfermedad en remisión, reanudó el trabajo en el álbum más tarde ese año y organizó sesiones de grabación adicionales con los productores Poke & Tune, Spanador y R. Kelly para renovar partes del álbum en las que también volvió a formar equipo con socios frecuentes como Jermaine Dupri, Shep Crawford y Mario Winans.
El álbum fue lanzado con una recepción generalmente mixta por parte de los críticos musicales, quienes aplaudieron las interpretaciones vocales de Tamia y destacaron su sonido sofisticado. Las críticas se centraron principalmente en la cantidad de rellenos, así como en la producción ocasionalmente inconsistente del álbum. More debutó y alcanzó el puesto número 17 en el Billboard 200 de EE. UU. y el número cuatro en la lista Top R&B/Hip-Hop Albums, con ventas en la primera semana de 71 000 copias. Marcó la semana de mayores ventas de su carrera hasta ese momento, duplicando su mejor semana anterior en Nielsen SoundScan, y a partir de 2018 sigue siendo el álbum con mayor clasificación del catálogo de Tamia en los Estados Unidos.
Precedido por el éxito internacional "Into You", una colaboración con el rapero Fabolous de su segundo álbum de estudio Street Dreams (2003) basado en el sencillo de Tamia de 1998 "So into You", More generó tres sencillos. El sencillo principal "Officially Missing You" y el siguiente "Questions" obtuvieron un éxito moderado, alcanzando el top 40 de la lista Hot R&B/Hip-Hop Songs de Billboard. En apoyo de More, Tamia apareció como invitada especial en el Verizon Ladies First Tour, coencabezado por Beyoncé, Alicia Keys y Missy Elliott, que se convirtió en una de las giras más importantes del año.More se convirtió en el tercer álbum consecutivo de Tamia en obtener una nominación al premio Juno en la categoría de Grabación de R&B/Soul del año.

## Lista de canciones
| CD  |                                  |          |  |
| N.º | Título                           | Duración |  |
| 1.  | «On My Way»                      | 3:24     |  |
| 2.  | «More»                           | 4:03     |  |
| 3.  | «Officially Missing You»         | 4:01     |  |
| 4.  | «Still»                          | 4:27     |  |
| 5.  | «Questions»                      | 3:26     |  |
| 6.  | «Whispers»                       | 4:16     |  |
| 7.  | «I'm Yours Lately»               | 2:46     |  |
| 8.  | «Into You (con Fabolous)»        | 4:54     |  |
| 9.  | «Smile»                          | 5:11     |  |
| 10. | «Poetry»                         | 4:30     |  |
| 11. | «Mr. Cool»                       | 3:29     |  |
| 12. | «(They Long To Be) Close To You» | 5:22     |  |
| 13. | «Why Ask Why»                    | 3:36     |  |
| 14. | «Tomorrow»                       | 4:39     |  |